# Jeff Stork
Jeffrey („Jeff”) Malcolm Stork  (ur. 8 lipca 1960 w Topanga) – amerykański siatkarz (rozgrywający), reprezentant Stanów Zjednoczonych. Dwukrotny medalista olimpijski.
Mierzący 190 cm wzrostu zawodnik znajdował się w składzie mistrzów olimpijskich w Seulu. W 1992 w Barcelonie zdobył brązowy medal. Brał udział w IO 96. Był mistrzem świata w 1986. Grał we Włoszech, z Maxicono Parma (1990) był mistrzem tego kraju. W 2012 roku został nominowany do amerykańskiej galerii siatkarskich sław – Volleyball Hall of Fame.

## Kariera
Jeffrey Malcolm Stork występował na pozycji rozgrywającego. Mistrz świata z 1986 i mistrz olimpijski z 1988 roku. W drużynie narodowej zadebiutował w lecie 1984 roku, a następnie wrócił na stałe w maju w 1985.
Uczestnik złotej ery amerykańskich siatkarzy w latach osiemdziesiątych, obok kolegów, takich jak Karch Kiraly i Steve Timmons, stanowił o sile reprezentacji. Wraz z nią zdobył także brązowy medal na Igrzyskach Olimpijskich w Barcelonie w 1992 roku. Pod koniec lat osiemdziesiątych zadebiutował w lidze włoskiej w zespole Pallavolo Parma (z którym zdobył mistrzostwo kraju, jak również wiele innych trofeów), a następnie w Gonzaga Mediolan. W 1993 roku został uznany MVP Serie A. W sezonie 1996/1997 reprezentował grecki klub Olympiakos Pireus.
W 1990 zaczął również grać w siatkówkę plażową, występował w rozgrywkach Bud Light 4-Man Beach Volleyball League, wygrywając je w 1991 i 1993 r.